# Юнацька збірна Угорщини з футболу (U-17)
Юнацька збірна Угорщини з футболу (U-17) — національна футбольна збірна Угорщини, що складається із гравців віком до 17 років. Керівництво командою здійснює Угорська футбольна федерація. До зміни формату юнацьких чемпіонатів Європи у 2001 році функціонувала як збірна до 16 років.
Головним континентальним турніром для команди є Юнацький чемпіонат Європи з футболу (U-17), успішний виступ на якому дозволяє отримати путівку на Чемпіонат світу (U-17). Також може брати участь у товариських і регіональних змаганнях.

## Виступи на міжнародних турнірах

### Юнацький чемпіонат Європи (U-17)
| Статистика чемпіонатів Європи (U-17) | Статистика чемпіонатів Європи (U-17) | Статистика чемпіонатів Європи (U-17) | Статистика чемпіонатів Європи (U-17) | Статистика чемпіонатів Європи (U-17) | Статистика чемпіонатів Європи (U-17) | Статистика чемпіонатів Європи (U-17) | Статистика чемпіонатів Європи (U-17) | Статистика чемпіонатів Європи (U-17) |   | Статистика відбору | Статистика відбору | Статистика відбору | Статистика відбору | Статистика відбору | Статистика відбору | Статистика відбору |
| Рік                                  | Раунд                                | І                                    | В                                    | Н                                    | П                                    | Г+                                   | Г-                                   | РГ                                   | І | В                  | Н                  | П                  | Г+                 | Г-                 | РГ                 |                    |
| 2002                                 | груповий етап                        | 3                                    | 0                                    | 0                                    | 3                                    | 4                                    | 11                                   | −7                                   | 3 | 2                  | 0                  | 1                  | 9                  | 2                  | +7                 |                    |
| 2003                                 | груповий етап                        | 3                                    | 0                                    | 0                                    | 3                                    | 0                                    | 5                                    | −5                                   | 3 | 2                  | 0                  | 1                  | 6                  | 3                  | +3                 |                    |
| 2004                                 | не кваліфікувалася                   | не кваліфікувалася                   | не кваліфікувалася                   | не кваліфікувалася                   | не кваліфікувалася                   | не кваліфікувалася                   | не кваліфікувалася                   | не кваліфікувалася                   | 3 | 1                  | 1                  | 1                  | 6                  | 3                  | +3                 |                    |
| 2005                                 | не кваліфікувалася                   | не кваліфікувалася                   | не кваліфікувалася                   | не кваліфікувалася                   | не кваліфікувалася                   | не кваліфікувалася                   | не кваліфікувалася                   | не кваліфікувалася                   | 3 | 0                  | 1                  | 2                  | 1                  | 4                  | −3                 |                    |
| 2006                                 | груповий етап                        | 3                                    | 1                                    | 0                                    | 2                                    | 4                                    | 3                                    | +1                                   | 6 | 3                  | 1                  | 2                  | 8                  | 5                  | +3                 |                    |
| 2007                                 | не кваліфікувалася                   | не кваліфікувалася                   | не кваліфікувалася                   | не кваліфікувалася                   | не кваліфікувалася                   | не кваліфікувалася                   | не кваліфікувалася                   | не кваліфікувалася                   | 6 | 3                  | 2                  | 1                  | 8                  | 5                  | +3                 |                    |
| 2008                                 | не кваліфікувалася                   | не кваліфікувалася                   | не кваліфікувалася                   | не кваліфікувалася                   | не кваліфікувалася                   | не кваліфікувалася                   | не кваліфікувалася                   | не кваліфікувалася                   | 6 | 2                  | 3                  | 1                  | 7                  | 5                  | +2                 |                    |
| 2009                                 | не кваліфікувалася                   | не кваліфікувалася                   | не кваліфікувалася                   | не кваліфікувалася                   | не кваліфікувалася                   | не кваліфікувалася                   | не кваліфікувалася                   | не кваліфікувалася                   | 6 | 1                  | 2                  | 3                  | 3                  | 6                  | −3                 |                    |
| 2010                                 | не кваліфікувалася                   | не кваліфікувалася                   | не кваліфікувалася                   | не кваліфікувалася                   | не кваліфікувалася                   | не кваліфікувалася                   | не кваліфікувалася                   | не кваліфікувалася                   | 6 | 2                  | 2                  | 2                  | 8                  | 4                  | +4                 |                    |
| 2011                                 | не кваліфікувалася                   | не кваліфікувалася                   | не кваліфікувалася                   | не кваліфікувалася                   | не кваліфікувалася                   | не кваліфікувалася                   | не кваліфікувалася                   | не кваліфікувалася                   | 6 | 2                  | 4                  | 0                  | 6                  | 3                  | +3                 |                    |
| 2012                                 | не кваліфікувалася                   | не кваліфікувалася                   | не кваліфікувалася                   | не кваліфікувалася                   | не кваліфікувалася                   | не кваліфікувалася                   | не кваліфікувалася                   | не кваліфікувалася                   | 6 | 3                  | 1                  | 2                  | 12                 | 5                  | +7                 |                    |
| 2013                                 | не кваліфікувалася                   | не кваліфікувалася                   | не кваліфікувалася                   | не кваліфікувалася                   | не кваліфікувалася                   | не кваліфікувалася                   | не кваліфікувалася                   | не кваліфікувалася                   | 6 | 5                  | 1                  | 0                  | 16                 | 5                  | +11                |                    |
| 2014                                 | не кваліфікувалася                   | не кваліфікувалася                   | не кваліфікувалася                   | не кваліфікувалася                   | не кваліфікувалася                   | не кваліфікувалася                   | не кваліфікувалася                   | не кваліфікувалася                   | 3 | 0                  | 1                  | 2                  | 8                  | 11                 | −3                 |                    |
| 2015                                 | не кваліфікувалася                   | не кваліфікувалася                   | не кваліфікувалася                   | не кваліфікувалася                   | не кваліфікувалася                   | не кваліфікувалася                   | не кваліфікувалася                   | не кваліфікувалася                   | 6 | 2                  | 1                  | 3                  | 4                  | 5                  | −1                 |                    |
| 2016                                 | не кваліфікувалася                   | не кваліфікувалася                   | не кваліфікувалася                   | не кваліфікувалася                   | не кваліфікувалася                   | не кваліфікувалася                   | не кваліфікувалася                   | не кваліфікувалася                   | 3 | 0                  | 2                  | 1                  | 4                  | 5                  | −1                 |                    |
| 2017                                 | 6 місце                              | 5                                    | 2                                    | 1                                    | 2                                    | 8                                    | 5                                    | +3                                   | 6 | 4                  | 0                  | 2                  | 9                  | 7                  | +2                 |                    |
| 2018                                 | не кваліфікувалася                   | не кваліфікувалася                   | не кваліфікувалася                   | не кваліфікувалася                   | не кваліфікувалася                   | не кваліфікувалася                   | не кваліфікувалася                   | не кваліфікувалася                   | 6 | 4                  | 1                  | 1                  | 9                  | 4                  | +5                 |                    |
| 2019                                 | 5 місце                              | 5                                    | 3                                    | 2                                    | 0                                    | 8                                    | 5                                    | +3                                   | 6 | 4                  | 1                  | 1                  | 8                  | 4                  | +4                 |                    |
| Усього                               | 5 місце                              | 48                                   | 15                                   | 8                                    | 25                                   | 59                                   | 74                                   | -15                                  |   | 141                | 63                 | 34                 | 44                 | 209                | 129                | +80                |

### Чемпіонат світу (U-17)
| Статистика чемпіонатів світу (U-17) | Статистика чемпіонатів світу (U-17) | Статистика чемпіонатів світу (U-17) | Статистика чемпіонатів світу (U-17) | Статистика чемпіонатів світу (U-17) | Статистика чемпіонатів світу (U-17) | Статистика чемпіонатів світу (U-17) | Статистика чемпіонатів світу (U-17) | Статистика чемпіонатів світу (U-17) |                    |
| Рік                                 | Раунд                               | І                                   | В                                   | Н                                   | П                                   | Г+                                  | Г-                                  | РГ                                  |                    |
| ----------------------------------- | ----------------------------------- | ----------------------------------- | ----------------------------------- | ----------------------------------- | ----------------------------------- | ----------------------------------- | ----------------------------------- | ----------------------------------- | ------------------ |
| 1985                                | чвертьфінали                        | 4                                   | 2                                   | 1                                   | 1                                   | 5                                   | 3                                   | +2                                  |                    |
| 1987 до 2017                        | не кваліфікувалася                  | не кваліфікувалася                  | не кваліфікувалася                  | не кваліфікувалася                  | не кваліфікувалася                  | не кваліфікувалася                  | не кваліфікувалася                  | не кваліфікувалася                  | не кваліфікувалася |
| 2019                                | груповий етап                       | 3                                   | 0                                   | 1                                   | 2                                   | 6                                   | 9                                   | −3                                  |                    |
| 2021                                | не визначено                        | не визначено                        | не визначено                        | не визначено                        | не визначено                        | не визначено                        | не визначено                        | не визначено                        | не визначено       |
| Усього                              | чвертьфінали                        | 7                                   | 2                                   | 2                                   | 3                                   | 11                                  | 12                                  | +2                                  |                    |